# Eirene troglodyta
Eirene troglodyta är en nässeldjursart som beskrevs av Watson 1998. Eirene troglodyta ingår i släktet Eirene och familjen Eirenidae. Inga underarter finns listade i Catalogue of Life.